# لاري وليامز (لاعب كرة سلة)
لاري وليامز (19 يونيو 1980 بتايلر في الولايات المتحدة - ) (بالإنجليزية: Larry Williams)‏ هو لاعب كرة سلة أمريكي في مركز مدافع مسدد الهدف.